# Juanlu Sánchez
Juan Luis Sánchez Velasco (Dos Hermanas, 15 augustus 2003) is een Spaans voetballer die bij voorkeur als rechtsback speelt. Hij speelt bij Sevilla FC.

## Clubcarrière
Juanlu kwam op twaalfjarige leeftijd in de jeugdopleiding van Sevilla FC terecht. Op 15 december 2021 debuteerde hij in de Copa del Rey. Zes dagen later debuteerde hij in La Liga tegen FC Barcelona. Gedurende het seizoen 2022/23 werd Juanlu uitgeleend aan CD Mirandés.